# Zina Mérante
Zina Mérante, née Zinaïda Iossifovna Richard (en russe: Зинаи́да Иосифовна Риша́р) en 1832 à Moscou et morte le 13 septembre 1890 à Courbevoie, est une artiste de ballet et pédagogue. Elle est la fille du danseur français Joseph Richard venu d'Angleterre (où il s'était installé) en Russie en 1823 (à l'invitation du directeur des Théâtres impériaux de Moscou) et de son épouse, la danseuse russe Daria S. Lopoukhova. Zina Richard a épousé le danseur et chorégraphe français Louis Mérante en 1861.

## Biographie
Zina Richard est formée à l'école impériale théâtrale de Saint-Pétersbourg. Il semble qu'elle ait débuté sur la scène à 14 ans à Paris, au Théâtre de la Porte-Saint-Martin, dans le ballet de Ragaine, Trilby. Elle termine sa formation en Russie et se produit au Théâtre Bolchoï Kamenny de Saint-Pétersbourg de 1850 à 1856. 
Après que Carlotta Grisi eut quitté Saint-Pétersbourg en 1853, Zina Richard la remplace dans ses rôles, comme dans La Naïade et le Pêcheur, La Sylphide et La Guerre des femmes.
« Richard et Prikhounova ont dansé les principaux rôles de plusieurs ballets [...]. Elles n'étaient ni meilleures ni pires que beaucoup de ballerines étrangères, invitées à grands frais. ». En 1863, elle demande un congé auprès de la direction des Théâtres impériaux pour voyager à l'étranger et le prolonge plusieurs fois, sans retourner à Saint-Pétersbourg. 
Elle débute à Paris au Théâtre impérial le 12 janvier 1857, sur la scène de l'Opéra Le Peletier, dans le pas de deux de l'opéra de Verdi, Le Trouvère. En octobre suivant, elle remplace Amalia Ferraris dans l'opéra d'Auber, Le Cheval de bronze, et remporte un beau succès, ce qui est remarqué par Berlioz dans un article du Journal des débats.
L'année suivante, elle fait une tournée à Londres sur la scène du Covent Garden.
Avant son mariage, elle se produisait en dehors de Russie sous le nom de « Mademoiselle Zina » (le français étant la langue diplomatique et la langue commune de l'élite européenne de l'époque, à l'étranger). Après son mariage le 20 juillet 1861 avec Louis Mérante, elle se produisait sur scène sous le nom de « Zina Mérante ».  
Elle est soliste de l'Opéra de Paris, jusqu'en 1863; en 1864, elle paraît à Marseille, puis danse à Londres et à Milan. En 1867, elle retourne à Paris où elle participe à une féerie-vaudeville, La Biche de la forêt, au Théâtre de la Porte-Saint-Martin, dans une chorégraphie de Justamant. En 1869, elle signe un engagement avec l'Opéra du Khédive du Caire. 
Elle quitte la scène en 1871 pour enseigner les jeunes classes de l'école de Danse de Paris, remplaçant à ce poste Mme Dominique qui s'occupe désormais des danseuses confirmées. Puis Zina Mérante s'occupe des classes des artistes ; d'abord les quadrilles, puis les coryphées et à partir de 1879 les premières danseuses, remplaçant Mme Dominique.
Elle meurt à Courbevoie, près de Paris, à l'âge de 70 ans.

## Répertoire
Saint-Pétersbourg

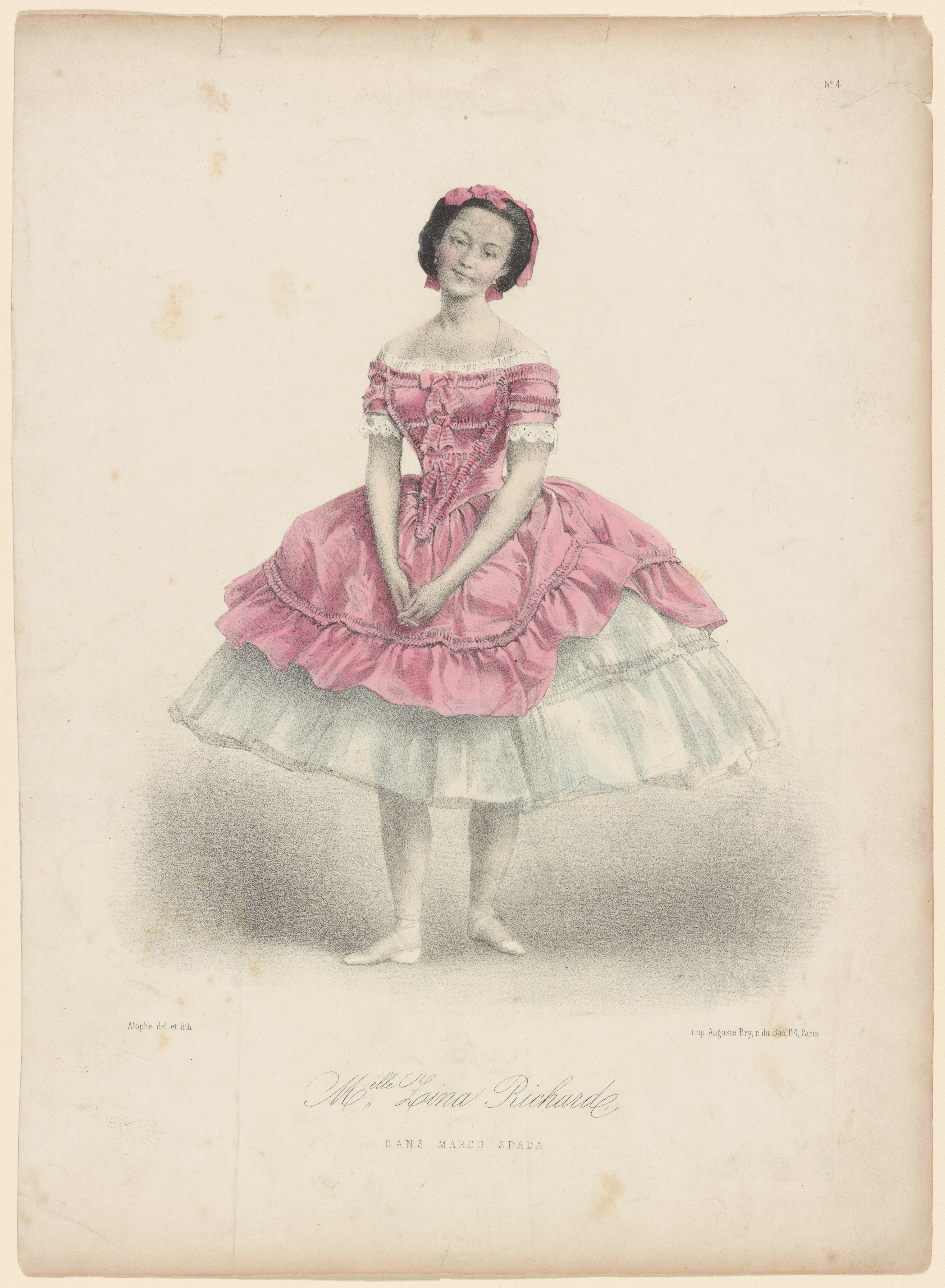
Mademoiselle Zina Richard dans le ballet Marco Spada, 1857 (?), collection Marie Rambert, Victoria and Albert Museum.

- Vlasta (?) : La Guerre des femmes (Jules Perrot)
- Sylphide : La Sylphide (Filippo Taglioni)
- Ondine : La Naïade et le Pêcheur (Jules Perrot)

Paris
- 12 janvier 1857 : Le Trouvère, opéra de Verdi (pas de deux dans une chorégraphie de Lucien Petipa)
- octobre 1857 : Le Cheval de bronze, opéra d'Auber (chorégraphie de L. Petipa)
- Kathi : Markitanka (Arthur Saint-Léon)
- La vannière : Le Diable à quatre (Joseph Mazilier)
- Giselle : Giselle (Jules Perrot et Jean Coralli)
- Le fantôme de l'abbesse Hélène : Robert le diable de Meyerbeer (Filippo Taglioni)
- ? : Marco Spada, ou La Fille du bandit (Joseph Mazilier)